# Kuhmo
Kuhmo là một đô thị ở Phần Lan và tọa lạc tại tỉnh Oulu trong vùng Kainuu. Đô thị này có dân số 10.449 (2004) với diện tích là 5.457,58 km² trong đó có 636.65 km² là diện tích mặt nước. Mật độ dân số là 2,2 người trên mỗi km². Đô thị này có 120 km đường biên giới với Nga.
Đô thị này chỉ sử dụng tiếng Phần Lan.